# Йоганнес Крайдль
Йоганнес Крайдль (нім. Johannes Kreidl, нар. 7 березня 1996, Гарт-ім-Ціллерталь) — австрійський футболіст, воротар фінського клубу «КуПС». Виступав також за низку австрійських і закордонних клубів. Чемпіон Фінляндії та триразовий володар Кубка Фінляндії.

## Клубна кар'єра
Йоганнес Крайдль народився 1996 року в місті Гарт-ім-Ціллерталь. Розпочав займатися футболом у юнацьких командах австрійських футбольних клубів СВ «Фюген» та «АКА Тіроль», пізніше грав у юнацькій команді німецького клубу «Гамбург». У 2014 році Крайдль розпочав грати за другу команду клубу «Ваккер» (Інсбрук), проте провів у її складі лише один матч, та перейшов грати до другої команди німецького «Гамбурга». У 2016 році німецький клуб віддав австрійського воротаря в річну оренду до фінського клубу «КуПС».
У 2017 році футболіст перейшов до другої команди німецького клубу «Нюрнберг». У 2018 році Крайдль став гравцем австрійського клубу «Рід», у якому грав до кінця 2020 року, був основним голкіпером команди та відзначався досить високою надійністю, пропускаючи в іграх чемпіонату в середньому менше одного гола за матч.
З початку 2021 року австрійський воротар удруге за кар'єру став гравцем клубу «КуПС». У складі фінської команди футболіст став триразовим володарем Кубка Фінляндії, а в 2024 році чемпіоном Фінляндії.

## Виступи за збірні
У 2014 році Йоганнес Крайдль дебютував у складі юнацької збірної Австрії, загалом на юнацькому рівні взяв участь у 5 іграх, пропустивши 5 голів.
Протягом 2017—2019 років Крайдль грав у складі молодіжної збірної Австрії. На молодіжному рівні зіграв у 3 офіційних матчах, пропустив 1 гол.

## Титули і досягнення
- Володар Кубка Фінляндії (3):

«КуПС»: 2021, 2022, 2024
- Чемпіон Фінляндії (1):

«КуПС»: 2024